# Edouard Trebaol
Edouard Trebaol (Los Angeles, 20 maggio 1904 – Los Angeles, 11 ottobre 1935) è stato un attore statunitense, attivo come attore bambino nel cinema muto americano dal 1919 e il 1923 (tra i 14 e i 18 anni d'età).

## Biografia
Edouard Vincent Trebaol nasce nel 1904 a Los Angeles, ottavo di 15 figli di immigranti francesi. Lavora come comparsa con la madre e otto dei suoi fratelli e sorelle nel cinema di Hollywood, con piccole parti non accreditate. Si segnala tra tutti per le sue doti attoriali. Nel 1919 arriva così per lui la grande occasione con il film Jinx dove è inserito, assieme a Jackie Condon, Mae Giraci, Peaches Jackson, Frankie Lee e Buddy Messinger, nel gruppetto di orfani protagonisti della storia al fianco di Mabel Normand. Il successo gli apre la porta ad altri ruoli di un certo rilievo. In Honest Hutch ha al suo fianco due dei suoi fratelli, Jeannette e Yves. Tra tutte le sue interpretazioni la più importante è quella nel ruolo di "Artful Dodger" in Oliviero Twist (1922) con Jackie Coogan e Lon Chaney. La sua ultima apparizione cinematografica è nel serial cinematografico del 1923, Haunted Valley, con Ruth Roland e Jack Dougherty.
Terminata con l'età adulta la carriera attoriale, lavora come elettricista in uno studio cinematografico a Culver City. Muore tragicamente in un incidente sul lavoro, precipitando da un'impalcatura, nel 1935, a soli 31 anni d'età. È sepolto al Calvary Cemetery di Los Angeles, accanto alla madre deceduta nel 1955.

## Filmografia
- Jinx, regia di Victor Schertzinger (1919)
- The Penalty, regia di Wallace Worsley (1920) - non accreditato
- Honest Hutch, regia di Clarence G. Badger (1920)
- Get-Rich-Quick Edgar, regia di Mason N. Litson (1920)
- Edgar's Feast Day, regia di Mason N. Litson (1921)
- Edgar the Detective, regia di Paul Bern (1921)
- Oliviero Twist (Oliver Twist), regia di Frank Lloyd (1922)
- Haunted Valley, regia di George Marshall (1923)